# اسپیگی
اسپیگی یک روستا در ایران است که در دهستان براکوه شهرستان خوسف واقع شده‌است.